# Endurosport

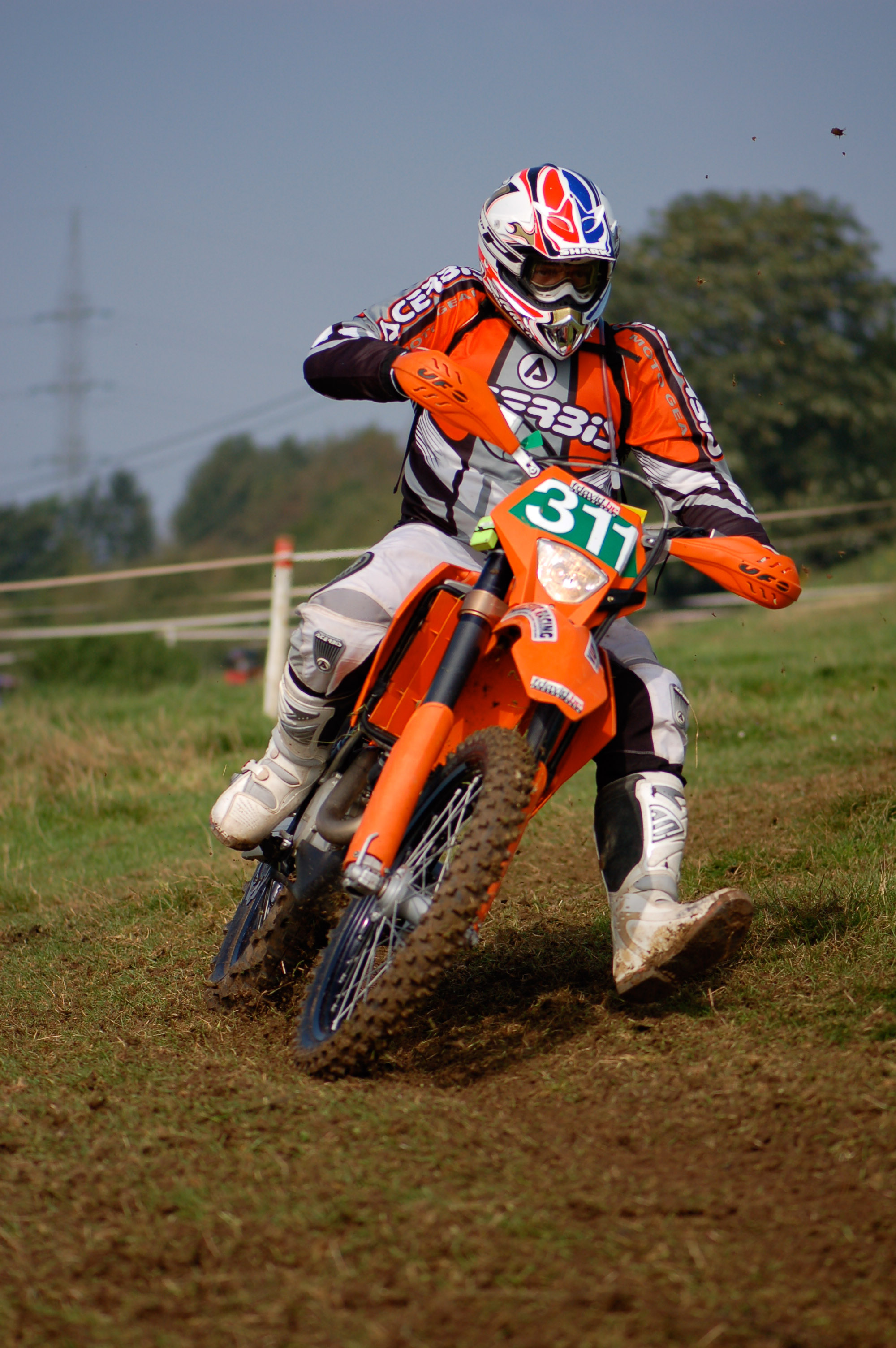
Pierre Godart, Enduro de Dinant, 2007

Endurosport (von englisch und französisch endurance = Ausdauer) ist die international gebräuchliche Bezeichnung für eine Motorrad-Geländesportart, in der nicht nur die Geschwindigkeit oder die Geschicklichkeit entscheidend ist, sondern auch die Ausdauer und Zuverlässigkeit von Motorrad und Fahrer.

## Geschichte
Bereits 1903 veranstaltete der britische Verband der Motorradfahrer eine 1000-Meilen-Geländefahrt, ab 1909 führte eine jährliche Geländefahrt (“The Scottish Six Days Trial”) durch das schottische Hochland. Ab 1912 gab es die „Britische Sechstageprüfung für Motorräder“. Auf den täglich rund 270 km langen Etappen waren Prüfungsstrecken auf Straßen mit Zeit- und Durchfahrtskontrollen, Geländeabschnitte und Bergrennen eingebaut. Ab 1913 wurden dann unter der Regie des damaligen Weltverbandes FICM die ersten Internationale Sechstagefahrten, damals noch unter dem Namen International Six Days Trial, veranstaltet.
Trotz Unterbrechungen durch die beiden Weltkriege sind die Six Days der Höhepunkt im Endurosport. Die Entwicklung und Popularität der Six Days ist auch wegweisend für die Entwicklung des Endurosports. Bis in die 1960er Jahre wurden in der Regel nur wenig modifizierte Motorräder gefahren. Mit der Einführung von Spezialprüfungen (u. a. Moto-Cross) wurden die bei den Moto-Cross-Motorrädern sich entwickelnde Spezialisierungen auch bei den Enduromotorrädern übernommen. So wurden die Motorräder durch längere Federwege, größere Bodenfreiheit, hohe Schutzbleche, hochgelegte Auspuffanlagen immer geländegängiger. Dieser Entwicklung folgend, wurden auch die Strecken immer anspruchsvoller. Mit der Einbeziehung von Steilauf- und -abfahrten sowie Felspassagen wurden auch für den Trial ähnliche Passagen gesucht.
Aufgrund von Auflagen bezüglich des Umweltschutzes und von Einwänden der Grundstückseigentümer kam es in Westeuropa, insbesondere in der Bundesrepublik Deutschland, zu vielen Einschränkungen. So waren viele Veranstaltungen geprägt durch Sonderprüfungen in Sandgruben oder ähnlichem abgesperrtem Gelände und dann anschließenden Überbrückungsfahrten auf öffentlichen Straßen. Diese Entwicklung hat dazu geführt, dass das Interesse am Endurosport im Westen Deutschlands zurückging. In der DDR gab es solche Einschränkungen nicht. Nach der Wiedervereinigung bemühten sich deshalb die Ausrichter, die Sportveranstaltungen trotz entsprechender Umweltschutzauflagen anspruchsvoll zu gestalten. Vorbildlich ist hierbei das Endurorennen Rund um Zschopau. Mit der Nutzung von Ölsperren, Beseitigung von Schäden nach dem Rennen und einem integrierten Umweltmanagement wird versucht, eventuell entstehende Beeinträchtigungen der Umwelt zu reduzieren.
Populär ist der Endurosport heute in den skandinavischen Ländern (Schweden, Finnland), sowie Frankreich, Italien, Großbritannien und in den Vereinigten Staaten. In vielen Ländern hat auch „Classic Offroad“ mit Maschinen der 1960er bis 1980er Jahre eine große Verbreitung.

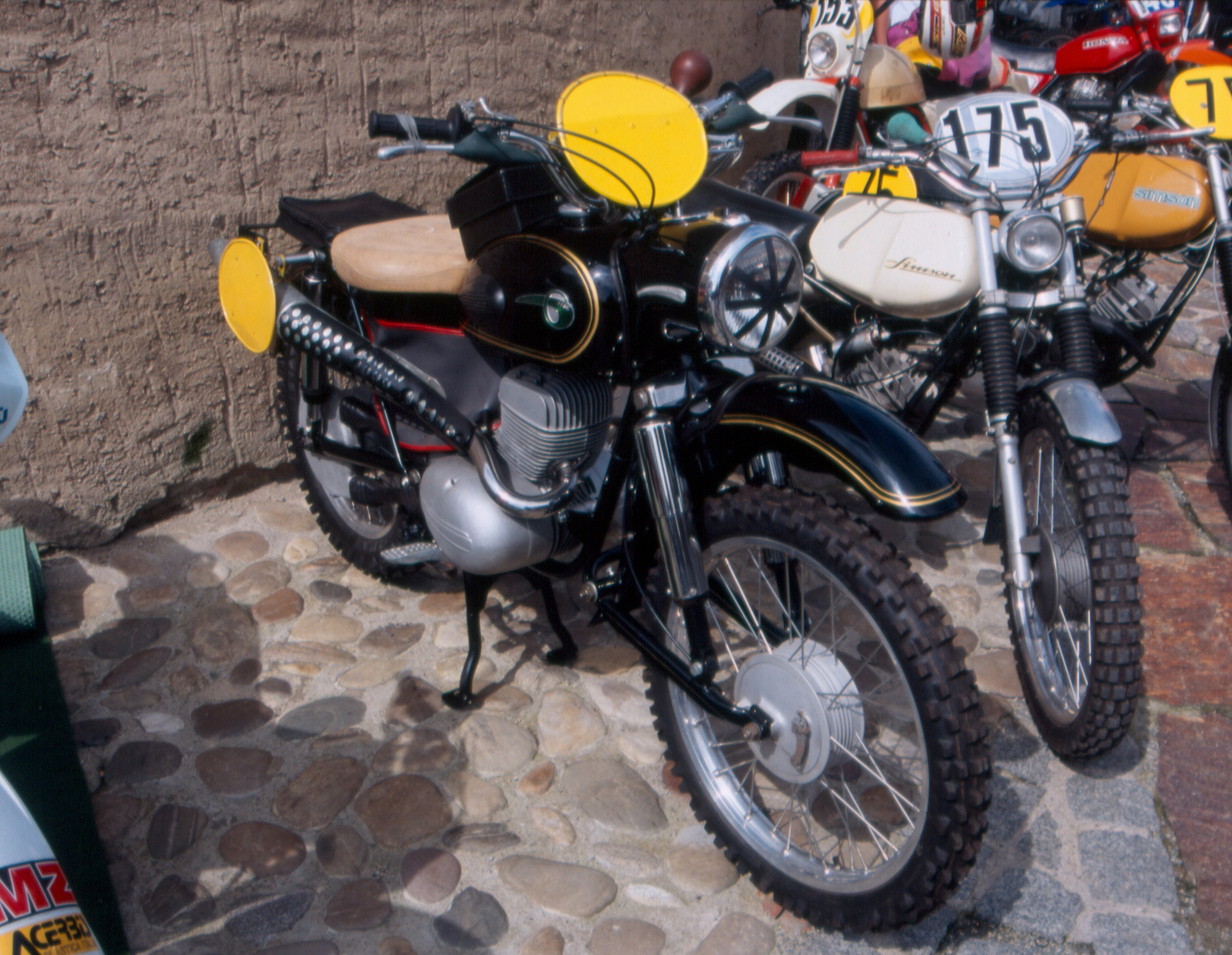
MZ GS 250 aus den 1960er Jahren

Bis zur Krise im Motorradbau in den 1960er Jahren waren die meisten Motorradhersteller im Geländesport vertreten. Später stellten nur noch wenige Hersteller entsprechende Motorräder her. In den Ländern des Ostblocks trat eine solche Krise des Motorradbaus nicht ein, und Hersteller wie MZ, Jawa und Simson beteiligten sich weiterhin und zeitweise sehr erfolgreich im Geländesport. Die eingesetzten Maschinen dieser Hersteller standen oft nur den Werksmannschaften zur Verfügung oder wurden in kleineren Serien gebaut, die an Motorsportvereine verkauft oder exportiert wurden. Aus Westeuropa waren die Hersteller Husqvarna, Maico, KTM, Puch, SWM und Zündapp über viele Jahre erfolgreiche Wettbewerber. Erst seit den 1990er Jahren dringen auch die japanischen Hersteller Yamaha, Honda und Suzuki in den Endurosport vor. Aber auch neue spezialisierte Hersteller von Wettbewerbsenduros, wie MotoTM, Husaberg und GasGas, konnten im Endurosport Fuß fassen.

## Austragungsarten

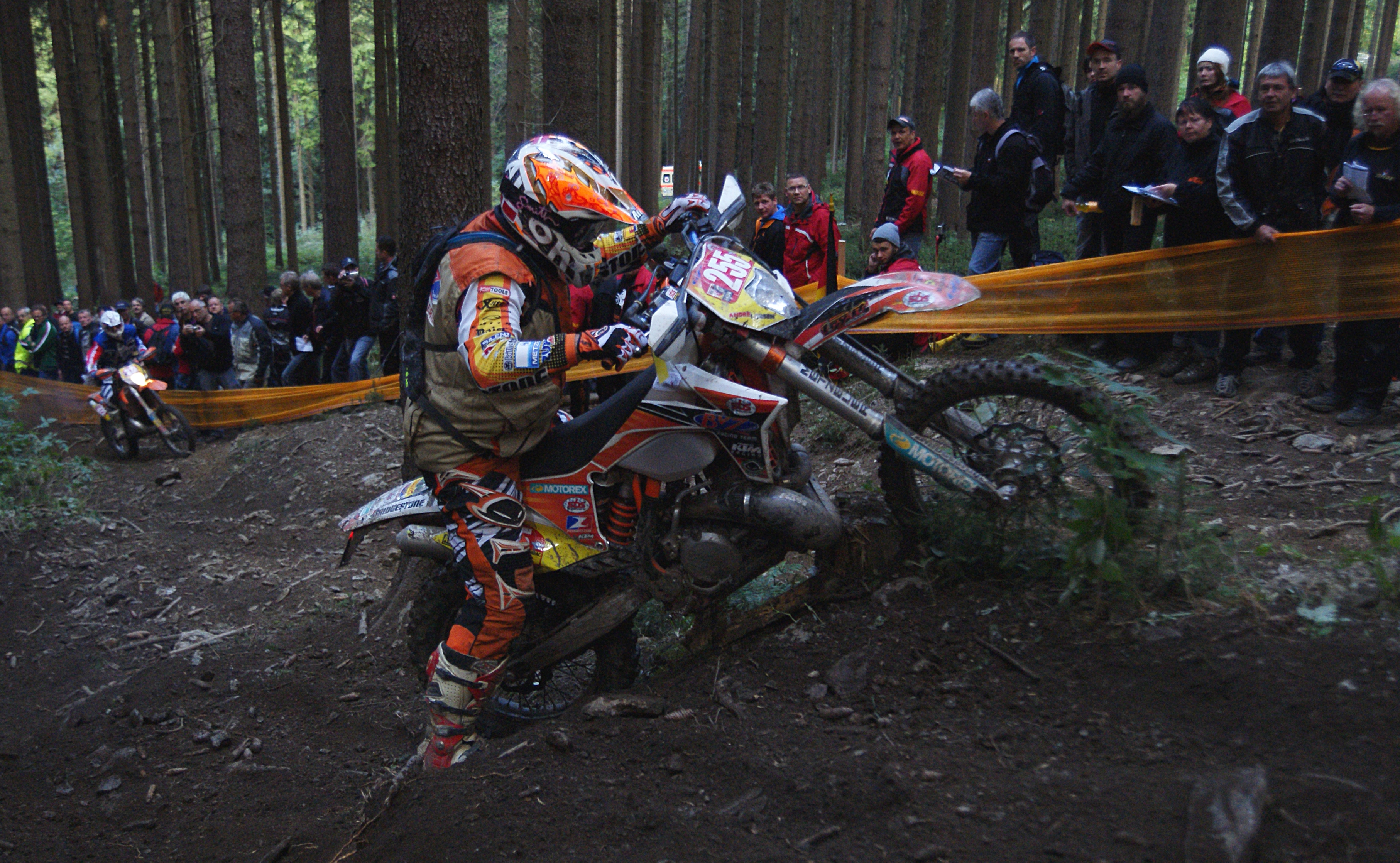
Eine Steilauffahrt als Teil einer Sonderprüfung

Enduro-Veranstaltungen werden in zwei verschiedenen Modi ausgetragen. Im Gegensatz zum Moto-Cross findet kein Massenstart statt.
In der klassischen Form des Enduro ist ein vorgegebener Kurs (eine Rundstrecke von etwa 50 bis 80 km) meist in einer bestimmten vorgesehenen Zeit drei- bis viermal zu durchfahren. Wird dieses Zeitlimit nicht geschafft, kommt es zu Strafzeiten. Um einen eindeutigen Sieger zu ermitteln, befinden sich auf einer Runde sogenannte Spezialtests. Dies können Motocross- oder sogenannte Extremtests (steile Auf- und Abfahrten, felsige Passagen, Schlammlöcher, künstliche Hindernisse) sein. Die in diesen Test erzielten Zeiten werden addiert und ergeben dann mit den Strafzeiten die Gesamtzeit. Es siegt der Fahrer mit der niedrigsten Zeit. Gestartet wird seit 2004 in der Enduro-Weltmeisterschaft in den Klassen E1 (125 2T und 250 4T), E2 (250 2T und 450 4T) und E3 (300 2T und 500 4T) mit Wartezeit von einer Minute pro drei Fahrer. Bis dahin waren die Klassen bis 80 cm³, bis 125 cm³, bis 250 cm³, bis 500 cm³, bis 350 cm³ Viertakt und über 500 cm³ Viertakt. Diese Klasseneinteilungen wurden im Laufe der Jahre den Anforderungen oder Wünschen der Hersteller angepasst.
Bei einem Stunden-Enduro (Cross Country oder Hare Scramble) sind möglichst viele Runden auf einem Rundkurs in einer vorgegebenen Zeit zu absolvieren. Meist wird dazu eine angepasste Moto-Cross-Strecke oder ein abgesperrtes Gelände genutzt. Sie dauern meist zwei, sechs oder zwölf Stunden.
Um den Endurosport auch als Indoorsport oder auf einem kleinen begrenzten Gelände auszuüben, entstand als Abart das sogenannte Endurocross (EnduroX). Dabei wird eine Supercross-ähnliche Strecke mit entsprechenden Gelände-Hindernissen präpariert. Bei der Bewältigung dieser Strecken sind teilweise auch Fähigkeiten aus dem Trialsport erforderlich. Auch der Austragungsmodus entspricht den Supercross-Veranstaltungen.